# Ruđer Bošković-institutet
Ruđer Bošković-institutet (kroatiska: Institut Ruđer Bošković, akronym IRB) är ett forskningsinstitut i Zagreb i Kroatien. Det grundades år 1950 och är det främsta forskningsinstitutet i landet inom naturvetenskap och teknik. Institutet är beläget i stadsdelen Gornji grad-Medveščak och är uppkallat efter 1700-talsfilosofen och matematikern Ruđer Josip Bošković.

## Beskrivning av verksamheten
Ruđer Bošković-institutet är en till största del statsfinansierad institution hängiven forskning, högre utbildning och stöd till den akademiska världen, statliga och lokala myndigheter samt den teknikbaserade industrin. Institutet är en del av Europeiska forskningsområdet (ERA) och samarbetar internationellt med institut och universitet världen över.  
Forskningsinstitutet bedriver en tvärvetenskaplig verksamhet och sysselsätter totalt 900 personer, varav 550 forskare. Forskarna arbetar inom områden som experimentell och teoretisk fysik, kemi och materialfysik, organisk och fysikalisk kemi, biokemi, molekylärbiologi och medicin, miljö och havsforskning, datavetenskap och elektronik. Cirka 90 % av verksamheten finansieras av den kroatiska regeringen genom Vetenskaps-, utbildnings- och sportdepartementet.